# Taloyoak Airport
Taloyoak Airport (engelska: Spence Bay Airport) är en flygplats i Kanada. Den ligger i den nordöstra delen av landet, 2 900 km nordväst om huvudstaden Ottawa. Taloyoak Airport ligger 28 meter över havet.
Terrängen runt Taloyoak Airport är platt. Havet är nära Taloyoak Airport åt sydväst. Trakten runt Taloyoak Airport är nära nog obefolkad, med mindre än två invånare per kvadratkilometer.. Närmaste större samhälle är Taloyoak, 2,4 km öster om Taloyoak Airport. 